# Fuente Q
La Fuente Q (también conocida como Documento Q, Evangelio Q, Evangelio de los dichos Q o simplemente Q, derivado de en alemán: Quelle, 'fuente') es un protoevangelio, una colección hipotética de dichos (logia) de Jesús que podría haber estado en circulación de manera escrita para la época en que se escribieron los evangelios sinópticos (Marcos, Mateo y Lucas), aproximadamente entre los años 65 y 95 d. C. El nombre de Q fue acuñado por el teólogo y estudioso bíblico alemán Johannes Weiß. La mayoría de expertos bíblicos concuerdan en que los autores de los evangelios de Mateo y Lucas basaron sus descripciones escritas en gran medida en el Evangelio de Marcos. Sin embargo, ambos evangelios comparten bastante material—compuesto en gran parte de logia atribuidos a Jesús—que está ausente en Marcos. Esto llevó a que los estudiosos hipotetizaran la existencia de una fuente indeterminada de la cual se había sacado el material compartido. Q es aceptada, pues, como una de las dos fuentes escritas detrás del Evangelio de Mateo y del Evangelio de Lucas. Q es parte del material «común» que puede encontrarse en Mateo y Lucas y que no puede hallarse en su otra fuente escrita, el Evangelio de Marcos. Este texto antiguo se supone basado en la tradición oral de la Iglesia primitiva y contiene las logia o «dichos» de Jesús.Si bien no se ha encontrado ningún documento tal y algunos académicos dudan de que haya siquiera existido, otros han intendado reconstruirlo a través de un análisis textual intensivo.
Junto con la de la prioridad de Marcos, la hipótesis Q fue formulada en 1900, y continúa siendo uno de los fundamentos de la mayoría de estudios académicos sobre los evangelios. B. H. Streeter formuló una perspectiva sobre Q ampliamente aceptada: que fue un documento escrito (no una tradición oral) redactada en griego koiné, que prácticamente todo su contenido aparece en Mateo, en Lucas o en ambos, y que Lucas preserva con mayor frecuencia el orden original del texto que Mateo. Según la hipótesis de las dos fuentes, la hipótesis de las tres fuentes y la hipótesis Q+/Papías, tanto Mateo como Lucas habrían utilizado a Marcos y a Q como fuentes. Algunos estudiosos han postulado que Q es en realidad una pluralidad de fuentes, algunas escritas y otras orales. Otros han intentado determinar las fases en las que Q fue compuesto.
A pesar de que la hipótesis de las dos fuentes ha recibido amplio apoyo, la existencia de Q ha sido cuestionada en ocasiones. Uno de los escépticos más notables de Q es Mark Goodacre, un profesor de Nuevo Testamento de la Universidad de Duke. La ausencia de menciones de lo que debería haber sido un documento dominical altamente apreciado en todos los catálogos de la Iglesia primitiva, así como en las obras de los padres de la Iglesia primitiva como Jerónimo, podría verse como un problema fundamental en el estudio bíblico moderno. Sin embargo, otros académicos explican este punto señalando que copiar Q habría podido ser visto como innecesario, en tanto sus contenidos ya estaban preservados en los evangelios canónicos. El consejo editorial del Proyecto Internacional Q afirma: «Durante el siglo II, cuando el proceso canonizador estaba teniendo lugar, los escribas no hicieron nuevas copias de Q, dado que el proceso canonizador conllevó la elección de lo que debía y lo que no debía ser utilizado en los servicios eclesiásticos. De ahí que prefirieran hacer copias de los Evangelios de Mateo y Lucas, donde los dichos de Jesús a partir de Q estaban reescritos para evitar malentendidos, y para encajar en su propia situación y comprensión de lo que Jesús quería decir realmente». A pesar de estos desafíos, la hipótesis de las dos fuentes mantiene un amplio apoyo.

## Redacción
En el estudio de la literatura bíblica, algunos académicos creen que un redactor único redactó un proto Evangelio en griego. Podría haber estado en circulación en forma escrita hacia el momento de la composición de los Evangelios Sinópticos (esto es, entre los años 65 y 95 d. C.). El nombre Q fue acuñado por el teólogo y estudioso bíblico alemán Johannes Weiss.

### Evangelios Sinópticos y la naturaleza de Q

Casi todo el contenido del evangelio de Marcos se encuentra en partes del de Mateo o en partes del de Lucas. Además, el evangelio de Mateo y el de Lucas tienen contenido en común que no se encuentra en el de Marcos.

La relación entre los tres evangelios sinópticos (Marcos, Mateo y Lucas) va más allá de la mera similitud de puntos de vista. Los evangelios a menudo relatan las mismas historias, usualmente en el mismo orden, en ocasiones utilizando las mismas palabras. Los académicos han señalado que las similitudes entre Marcos, Mateo y Lucas son demasiado importantes para explicarse por mera coincidencia.
Si la teoría de las dos fuentes es correcta, entonces Q probablemente sería un documento escrito. Si Q fuera simplemente una tradición oral compartida, no podría explicar las similitudes e identidades casi palabra por palabra entre Mateo y Lucas cuando reflejan el material de Q. Similarmente, es posible deducir que Q fue escrito en griego. Si los evangelios de Mateo y Lucas hacían referencia a un documento que hubiera sido escrito en otra lengua (por ejemplo, en arameo), es altamente improbable que dos traducciones independientes hubieran contenido exactamente las mismas construcciones de palabras.
El documento Q debió haberse redactado con anterioridad a los Evangelios tanto de Mateo como de Lucas. Algunos académicos incluso sugieren que Q podría haber antecedido a Marcos. Una fecha para el documento Q final suele considerarse las décadas de los años 40 y 50 del primer siglo, y algunos incluso consideran que la capa llamada sapiencial (1Q, conteniendo seis discursos de sabiduría) habría sido escrita tan pronto como los años 30.
Si Q existió, se perdió. Algunos estudiosos creen que puede ser parcialmente reconstruido examinando elementos en común entre Mateo y Lucas (pero ausentes de Marcos). Este Q reconstruido es significativo en cuanto que generalmente no describe los eventos de la vida de Jesús: Q no menciona el nacimiento de Jesús, la selección de 12 discípulos, la crucifixión o la resurrección. En vez de eso, aparece como una colección de dichos y citas de Jesús.

## Descubrimientos que han dado soporte adicional a la hipótesis de Q

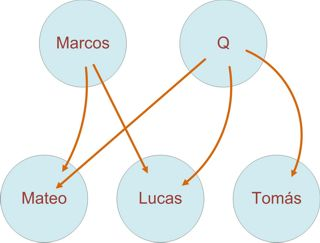
Diagrama mostrando las dos fuentes principales: evangelio de Marcos y fuente Q, según la hipótesis de las dos fuentes

Dos descubrimientos arqueológicos se han relacionado con la hipótesis de la Fuente Q:
- En la localidad egipcia de Oxirrinco, se dio inicio a una serie de excavaciones en 1896 que han sido continuadas por diferentes equipos de investigadores hasta la actualidad. Entre los papiros allí encontrados está un fragmento del evangelio de Tomás.
- En el pueblo de Nag Hammadi, también en Egipto, se descubrió en 1945 una colección de textos gnósticos, entre ellos la única copia completa conocida del evangelio de Tomás, así como el evangelio de Felipe.

Los evangelios de Tomás y de Felipe corroboran algo que ya se sabía por escritos de otros autores de la antigüedad: que entre las primeras comunidades de cristianos era común encontrar colecciones de los dichos del Maestro. Estos son evangelios coloquiales, que no hablan de la crucifixión ni de la resurrección, sino que buscan transmitir las enseñanzas que indicaban a sus seguidores la forma de vida que debían llevar.
En el evangelio de Tomás se han identificado 37 dichos como coincidentes con Q, es decir, coincidentes con los versículos de Mateo y Lucas que no están en Marcos. Esto ha reforzado la hipótesis de Q. Los estudiosos afirmarían que Q es un evangelio coloquial del mismo tipo que Tomás y Felipe, pero anterior a todo evangelio del que se tenga noticia.[cita requerida]

## Contenido significativo de Q
Algunos de los fragmentos más relevantes del Nuevo Testamento se cree que se originan en Q:
| - Las Bienaventuranzas - Amor a los enemigos - Regla de oro - La mota y la viga - La prueba de la buena persona - Parábola de los dos constructores - Parábola de la oveja perdida | - Parábola de la boda - Parábola de los talentos - Parábola de la levadura - Parábola del ciego conduciendo al ciego - La oración del Señor - Los pájaros del cielo |